# Shunsuke Maeda
Pour les articles homonymes, voir Maeda.
Shunsuke Maeda (前田 俊介, Maeda Shunsuke) est un footballeur japonais né le 9 juin 1986. Il est attaquant.

## Biographie
Shunsuke Maeda participe à la Coupe du monde des moins de 20 ans 2005 avec le Japon. Il joue deux matchs dans cette compétition.

## Palmarès
- Vainqueur de la Coupe de la Ligue japonaise en 2008 avec l'Oita Trinita